# The Jive Aces
A The Jive Aces hattagú brit swing-zenekar 1989-ben alakult. 11 albumuk, továbbá válogatáslemezeik, EP-jük és kislemezeik jelentek meg. Zenei fesztiválokon is számos alkalommal felléptek. A  Britain's Got Talent elődöntősei voltak.

## Történet
A zenekart Ian Clarkson énekes, Peter Howell dobos (Ian Clarkson osztálytársa), Ken Smith basszusgitáros és "Big" John Fordham szaxofonos alapította. Kelet-londoni jive- és jazz klubokba jártak. Utcazenésznek álltak szerte az Egyesült Királyságban és Európában. Több éven át turnéztak különböző zenészekkel. Találkoztak Alex Douglasszal (harsona, bongó, blues hárfa, mosódeszka) és Vince Hurley-vel (zongora), akik állandó tagokká váltak. Grazia Clarkson, a zenekar cikkírója is rendszeres fellépővé vált, harmonikázik.
A zenekart ma a világ egyik legjobb swing bandájaként tartják számon, amire  nemzetközi utazásaik is rásegítenek (a zenekar több mint 40 országban lépett fel). A Vintage Rock magazin 2015. júniusi száma „az Egyesült Királyság első számú jive és swing bandájaként” jellemezte őket.
Díjakat kaptak a Varietytől, a Children's Charity-től és a City of Derry International Music Awardtól 2006-ban. 2018-ban a The Jive Aces elnyerte a „Legjobb zenekar” díjat a Boisdale Music Awards-on.A díjat Jools Holland adta át, aki ezután csatlakozott a bandához egy boogie-woogie jam sessionre.
A banda arról is nevezetes, hogy szoros kapcsolatban áll a Szcientológia Egyházzal.

## Tagok
Ian Clarkson, Ken Smith, Vince Hurley, Peter Howell, John Fordham, Alex Douglas, Grazia Clarkson

## Albumok
- 1992: Jumpin' with the Aces
- 1996: Our Kinda Jive
- 1997: Bolt from the Blue
- 1998: Planet Jive
- 2003: Blair Sings Astaire
- 2005: Life Is a Game
- 2008: Recipe for Rhythm
- 2009: Dance All Night
- 2011: Amazing Adventures
- 2011: It's Skiffle Time EP
- 2012: King of the Swingers: A Salute to Louis Prima
- 2013: Christmas Is Where You Are EP
- 2015: Spread a Little Happiness
- 2016: For the Record vinyl only
- 2017: Diggin' the Roots Vol 1: Rockin' Rhythm & Blues
- 2018: Diggin' the Roots Vol 2: Hot Jazz
- 2018: Diggin' the Roots Vol 1&2 vinyl only

### Kislemezek
- 2002: White Hot Christmas
- 2006: Singing in the Rain
- 2006: White Cliffs of Dover
- 2011: Bring Me Sunshine
- 2018: Music, Music, Music

## Fordítás
Ez a szócikk részben vagy egészben  a   The Jive Aces című angol Wikipédia-szócikk ezen változatának fordításán alapul.  Az eredeti cikk szerkesztőit annak laptörténete sorolja fel. Ez a jelzés csupán a megfogalmazás eredetét és a szerzői jogokat jelzi, nem szolgál a cikkben szereplő információk forrásmegjelöléseként.